# Juan Lorenzo Carnicer
Juan Lorenzo Carnicer fue un médico español de los siglos xv y xvi.

## Biografía
Nació a finales del siglo xv en Maella (Zaragoza), aunque Félix Torres Amat lo hace natural de Cataluña. Fue maestro y doctor en medicina, profesión que ejerció en Zaragoza, donde fue parte de la hermandad de san Cosme y san Damián y del hospital de Nuestra Señora de Gracia. Fue profesor de Miguel Servet en el Estudio General de Artes de Zaragoza. Publicó las obras Traduccion al español con glosas de la cirujía: colectorio ó inventario en cirujía con la parte que le corresponde de medicina del doctor Guido Cauliaco, catedrático de la Universidad de Montpeller, que habia glosado el doctor Falcon, natural de Sariñena, doctor en medicina y cirujía, y catedrático de la misma Universidad (Jorge Coci, Zaragoza, 1533) y Version del francés al español del tratado de Flebotomía (Jorge Coci, Zaragoza, 1533) de Antonio de Aviñón.